# 벤치 클리어링

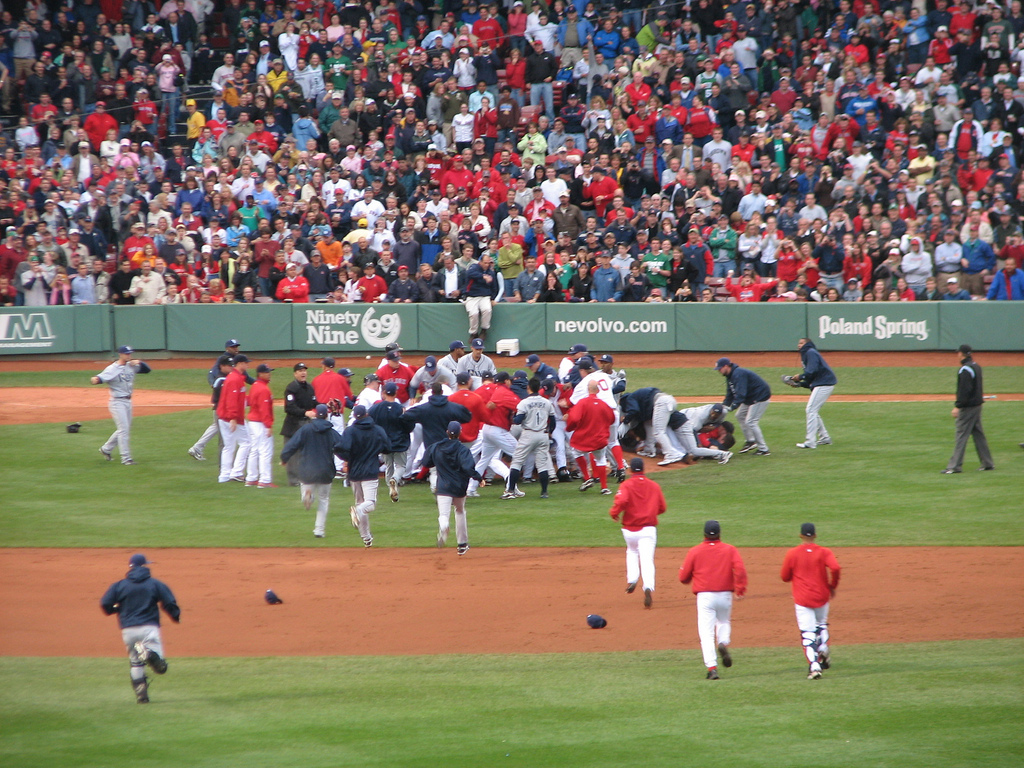
2008년 6월 5일, 보스턴 레드삭스와 탬파베이 레이스 간에 벤치 클리어링이 이루어지고 있다.

벤치 클리어링(영어: Bench-clearing brawl)은 스포츠 경기 도중 덕아웃이나 불펜, 또는 벤치에 있던 선수들이 몸싸움을 벌이는 선수를 제지하기 위해 그라운드로 나가 싸우는 행동을 말한다. 야구에서 자주 발생한다. 순화어는 집단 몸싸움이다.

## 야구
야구에서는 상대 선수에 의한 빈볼 시비나 판정 시비, 기타 상대 선수나 팀 코칭스텝에 의한 고의적인 자극으로 시비가 발생하였을 때 덕아웃이나 불펜에 있던 선수들이 그라운드로 나가는 경우이다.